# Breaking Through

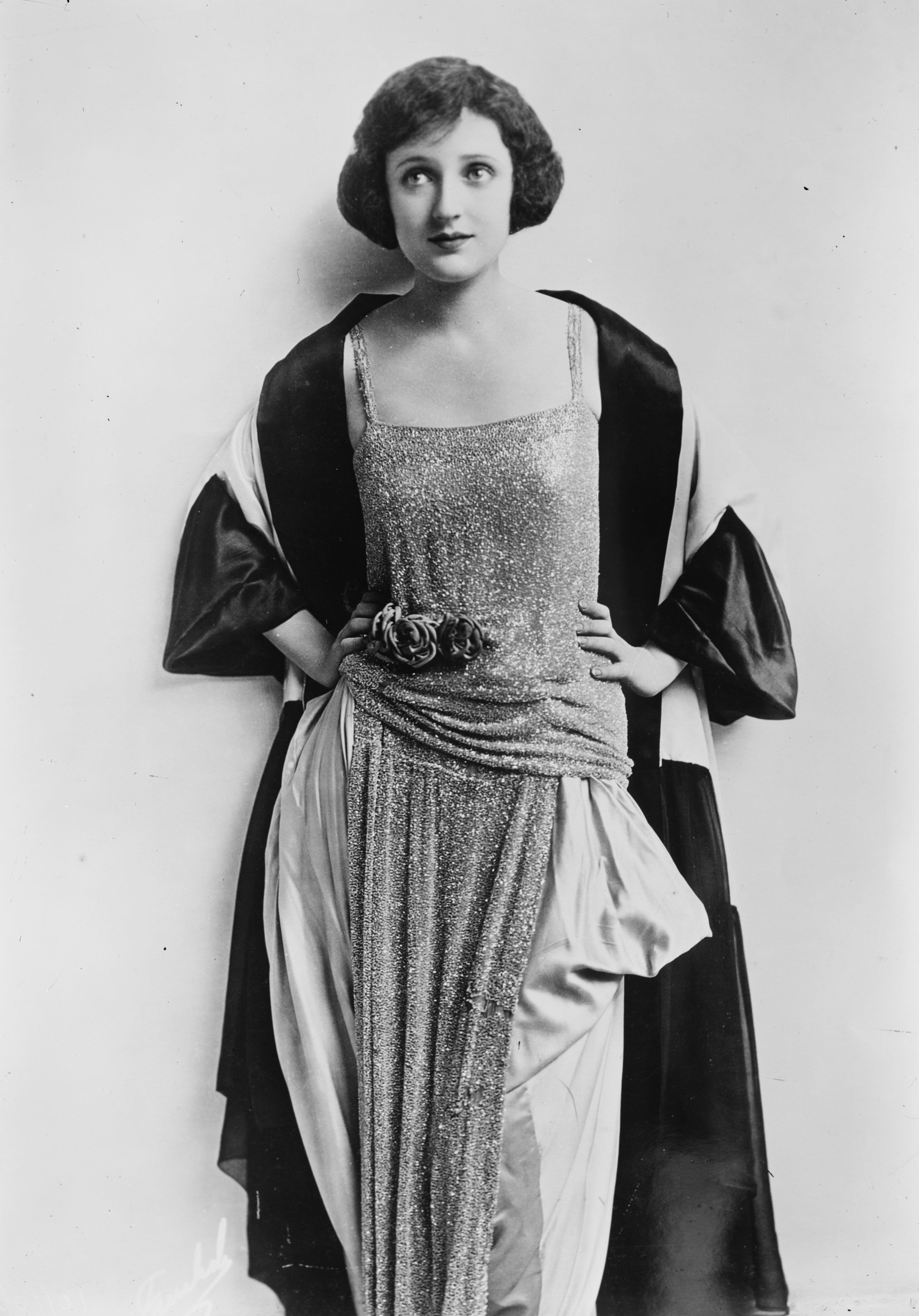
Carmel Myers, estrela do seriado.

Breaking Through é um seriado estadunidense de 1921, gênero Western, dirigido por Robert Ensminger, em 15 capítulos, estrelado por Carmel Myers, Wallace MacDonald e Vincente Howard. Produzido e distribuído pela Vitagraph Company of America, veiculou nos cinemas estadunidenses entre 25 de setembro de 1921 e 1 de janeiro de 1922. Foi o 17º e último seriado da Vitagraph .
Este seriado é considerado perdido.

## Sinopse
Western cuja ação é centrada na luta para estabelecer uma via entre uma mina do Alasca e a costa. Caso a via não seja concluída no prazo, a heroína perde o título de propriedade. Um jovem engenheiro a ajuda nessa luta.

## Elenco
- Carmel Myers	 ...	Bettina Lowden
- Wallace MacDonald	 ...	Willard Ward
- Vincente Howard	 ...	Bull Moakley
- Walter Rodgers	 ...	Peter Martin
- George Stanley	 ...	Harry Birkland
- James Butler	 ...	Carter Birkland
- Charles Dudley	 ...	Blevins
- Martha Mattox
- William McCall

## Capítulos
Os 15 capítulos foram registrados, de acordo com a Biblioteca do Congresso, entre 29 de agosto e 27 de dezembro de 1921.